# Guerra del 1863
La guerra del 1863 (In spagnolo: Guerra de 1863) è stato un conflitto combattuto tra El Salvador e Guatemala dal 23 febbraio 1863 al 26 ottobre 1863.
Il presidente guatemalteco Rafael Carrera cercò di rovesciare il presidente salvadoregno Gerardo Barrios, citando come giustificazione i suoi attacchi alla Chiesa cattolica ad El Salvador durante la sua presidenza. Barrios fu rovesciato il 26 ottobre 1863 e fu sostituito da un politico conservatore, Francisco Dueñas, ponendo fine alla guerra.

## Contesto
Il 12 marzo 1859, il generale Gerardo Barrios rovesciò il presidente salvadoregno José María Peralta e si dichiarò presidente di El Salvador. Il colpo di stato e l'ascesa al potere di Barrios indussero molti politici conservatori a fuggire in Guatemala per mettersi in salvo.

### Rivalità Barrios-Carrera
Il presidente guatemalteco Rafael Carrera era un politico conservatore mentre Barrios era un politico liberale ed entrambi governavano come dittatori dei rispettivi paesi. Barrios approvò una legislazione anticlericale in El Salvador per diminuire il potere e l'influenza della Chiesa cattolica mentre Carrera fece accordi con la Chiesa per espandere la sua influenza e mantenere i suoi privilegi.
Carrera inizialmente sostenne Barrios credendo che un dittatore in El Salvador sarebbe stato nel suo migliore interesse, anche visitando San Salvador dal dicembre 1860 al gennaio 1861 per migliorare le relazioni. Tuttavia, negli anni successivi, Barrios iniziò ad attaccare Carrera definendolo un "selvaggio" mentre i giornali guatemaltechi attaccarono la "zoppia e pomposità" di Barrios. I guatemaltechi in seguito etichettarono la guerra come una guerra contro la religione. I vescovi salvadoregni, tuttavia, sostennero i guatemaltechi nel conflitto, così come i conservatori salvadoregni.

## Guerra

### Battaglia di Coatepeque
Nel 1862, Carrera iniziò i piani per rovesciare Barrios dal potere e installare un conservatore come presidente. Il 13 febbraio 1863 Carrera invase El Salvador, prendendo il controllo degli insediamenti di Ahuachapán, Chalchuapa e Santa Ana, stabilendo in seguito un quartier generale a Jesús de los Milagros de Coatepeque.
Il 22 febbraio, i salvadoregni, guidati da Barrios, si trincerarono nella città di Coatepeque, pronti per la battaglia. Dopo due giorni di battaglia, i salvadoregni vinsero e costrinsero i guatemaltechi a ritirarsi.

### Assedio di San Salvador
Dopo la sua sconfitta iniziale, Carrera invase El Salvador una seconda volta il 19 giugno 1863. Durante l'invasione, molti salvadoregni disertarono e rifiutarono di prendere parte alla guerra o si unirono ai guatemaltechi, in particolare il generale Santiago González che prestò servizio sotto Barrios durante la battaglia di Coatepeque. Anche i politici conservatori salvadoregni, come Francisco Dueñas, sostennero i guatemaltechi.
Il 30 settembre iniziò l'assedio della capitale salvadoregna, San Salvador. Carrera ordinò un cessate il fuoco da San Salvador per arrendersi e, dopo un mese di assedio, la capitale cadde il 26 ottobre. Barrios fuggì dalla città e si diresse a est verso San Miguel, dopodiché Dueñas fu dichiarato presidente di El Salvador. La caduta di San Salvador segnò la fine della guerra.

## Conseguenze
Carrera morì il 14 aprile 1865. Barrios fuggì in esilio in Nicaragua ma fu arrestato il 27 luglio 1865 ed estradato in El Salvador. Processato alla corte marziale il 10 agosto, e condannato a morte il 28 agosto. Barrios fu giustiziato da un plotone d'esecuzione il 29 agosto 1865.